# François Lebrun
Pour les articles homonymes, voir Lebrun.
François Lebrun, né le 19 novembre 1923 à Sedan et mort le 2 décembre 2013 à  Tours, est un historien moderniste français.
Professeur émérite d'histoire moderne à l'université Rennes 2 Haute Bretagne, François Lebrun est un spécialiste de l'Anjou à l'époque moderne. Il a été à partir de la fin de l'année 1989 membre du comité de rédaction de la revue mensuelle, L'Histoire. Il est l'auteur de manuels d'histoire-géographie pour lycéens et le directeur de collection d'ouvrages universitaires.

## Biographie

### Années de formation
François Lebrun était issu d’une famille nantaise catholique, son père était officier de cavalerie. Il fit ses études secondaires au lycée privé catholique saint Stanislas de Nantes. C’est grâce à l’un de ses professeurs qu’il acquit le goût de l’histoire. Après le baccalauréat obtenu en 1940, il débuta ses études supérieures à l’Institut d’études supérieures de Nantes. Atteint de tuberculose, il dut interrompre ses études en 1943 et partir en sanatorium dans les Alpes durant huit ans. Il mit à profit  ses années de souffrance et de repos forcé pour lire abondamment. Après une intervention chirurgicale et une seconde convalescence à Besançon, il obtint un diplôme d’étude supérieur sur le chroniqueur Froissart.

### Carrière universitaire
Reçu au CAPES en 1955 et à l’agrégation en 1956, il fut nommé au Lycée David d’Angers à Angers où il fut repéré par Jean Delumeau qui dirigea ses recherches.
En 1962, il fut nommé assistant à la faculté des lettres de Rennes. Il soutint sa thèse de doctorat sur Les Hommes et la mort en Anjou aux XVIIe et XVIIIe siècles, en 1970.
Il se consacra avec passion à son métier d’enseignant. Il composa en 1961 et 1963 des recueils de textes d’histoire locale L’Histoire vue de l’Anjou, afin de la rendre plus vivante, plus proche des élèves. Il rédigea également deux manuels universitaires : Le XVIIe siècle, en 1967, et L'Europe et le monde : XVIe – XVIIIe siècle. Il en assura l’actualisation à la lumière des derniers travaux de recherches.
En 1989, il fut nommé professeur émérite de l'Université de Haute-Bretagne de Rennes où il avait fait toute sa carrière.
Homme discret et d'une réelle modestie, François Lebrun a contribué à développer la connaissance historique sous l'angle des mentalités.

### Vie privée
Il est marié à Claude Lebrun (1929-2019), professeure de lettres et créatrice du personnage de Petit Ours Brun.

## Apport à l'histoire religieuse de la France moderne

### Les humbles plus que les grands
Les évolutions des années 1960-1970 conduisirent François Lebrun à étudier les croyances et les pratiques des fidèles de la France moderne. Il reprit les pistes ouvertes par Alphonse Dupront et Jean Delumeau pour une nouvelle histoire religieuse. Le catholicisme n'est qu'une composante, essentielle mais non unique, d'une religion populaire, qui s'intègre à une culture plus large. Il publia une série d'ouvrages: Se soigner autrefois, Médecins, saints et sorciers aux XVIIe et XVIIIe siècles (1983) qui étudiaient les croyances et pratiques populaires tenues pour superstitieuses, Être chrétien en France sous l'Ancien Régime 1516-1790 (1996), et un ouvrage collectif qu'il dirigea : Histoire des catholiques français, du XVe siècle à nos jours (1980) ainsi qu'un un album coécrit avec Elizabeth Antébi, Les Jésuites ou la gloire de Dieu (1990).
Synthétisant l'apport de François Lebrun en histoire religieuse et culturelle, le recueil d'articles paru en 2001, Croyances et cultures dans la France d'Ancien Régime est la meilleure introduction à une pensée généreuse et moderne qui ne s'embarrasse d'aucun dogme.
Il dirigea seul le deuxième tome de l'Histoire de la France religieuse, proposée par Jacques Le Goff et René Rémond (1988), et, avec Jean Carpentier, trois ouvrages collectifs ambitieux : une Histoire de France en un volume  (1987), une Histoire de l'Europe (1990) et une Histoire de la Méditerranée (1998).
Ses derniers livres rappellent ses premiers engagements sur la France du Roi-Soleil, avec La Puissance et la guerre 1661-1715, quatrième volet de la Nouvelle histoire de la France moderne (1997), puis Louis XIV, le roi de gloire (2007).

### Les Hommes et la Mort en Anjou auxXVIIeetXVIIIesiècles
Les Hommes et la Mort en Anjou aux XVIIe et XVIIIe siècles, essai de démographie et de psychologie historiques  tel est le titre de la thèse de François Lebrun soutenue en 1970.
Avec la démographie historique, François Lebrun se situe dans la continuité des recherches de Pierre Goubert qui, dans sa thèse soutenue en 1960, Beauvais et le Beauvaisis, de 1600 à 1730, à partir de l'analyse sérielle des registres paroissiaux, baptêmes, mariages, décès, a reconstitué l’évolution démographique de l’époque moderne.
Contrairement à son hypothèse initiale, François Lebrun ne décèle aucun « décollage de la population », pourtant visible dans la majorité du royaume au XVIIIe siècle. La mort demeure au centre de la vie, à partir de grandes crises périodiques de mortalité. Le projet novateur de l'historien fut  donc de rendre compte de la présence écrasante de la mort, d’en rechercher les origines à travers les faiblesses des structures sanitaires, les grandes épidémies ou famines et de s'interroger sur l'attitude des Angevins face à cette réalité. Sur ce dernier point, François Lebrun utilisa l'expression de « psychologie historique », volontairement empruntée à Robert Mandrou, dans Introduction à la France moderne, essai de psychologie historique (1961).  On reconnaît également, dans ce travail, l'influence de Lucien Febvre.

## La revueL'Histoire
Il fut l'un des fondateurs de la revue L'Histoire en mai 1978, qui se propose de porter à la connaissance d'un large public les travaux historiques récents. Il fut membre de son comité scientifique et y publia plus de 130 articles.

## Publications
- Le XVIIe siècle, Paris, Armand Colin, coll. U, 1967.
- Les hommes et la mort en Anjou aux XVIIe et XVIIIe siècles, Paris, La Haye, Mouton, 1971, éd. Poche, Flammarion, 1975
- Parole de Dieu et Révolution. Les sermons d'un curé angevin avant et pendant la guerre de Vendée, Toulouse, Privat, 1979
- Histoire de France, éd. Seuil, 1987, avec Jean Carpentier.
- La Vie conjugale sous l'Ancien Régime, Colin, 1975, rééd. 1998
- Se soigner autrefois. Médecins, saints et sorciers aux XVIIe et XVIIIe siècles, Messidor, 1983, éd. En poche, Le Seuil, 1995
- L'Europe et le monde : XVIe – XVIIIe siècle, Armand Colin, coll. U, 1987, 5e éd. 2008
- Moi, Marie Du Bois, gentilhomme vendômois, valet de chambre de Louis XIV, Rennes, Apogée, 1994.
- La puissance et la guerre, 1661-1715, tome IV de la Nouvelle histoire de la France moderne, Le Seuil, 1997
- Être chrétien en France sous l'Ancien Régime, Le Seuil, 1997
- Croyances et cultures dans la France d'Ancien Régime, Le Seuil, 2001
- Histoire des catholiques en France du XVe siècle à nos jours (sous la direction de F. Lebrun), Privat, 1980
- Les Réformes: dévotions communautaires et piété personnelle, dans Tome III de l'Histoire de la vie privée, Le Seuil, 1999
- Histoire de la Méditerranée, avec Jean Carpentier, Seuil, 2001.
- Louis XIV, le roi de gloire, coll. « Découvertes Gallimard/Histoire » (no 507), Gallimard, 2007.